# Critical Mass
A Critical Mass (a kezdőbetűkből rövidítve CM) annak az elterjedt, városi kerékpáros felvonulásnak a neve, amit minden hónap utolsó péntekén tartanak meg világszerte közel 300 városban. 1992-ben, San Franciscóban volt először ilyen felvonulás, azzal a céllal, hogy megmutassák, mennyire barátságtalanok a városok a kerékpárosoknak. Valójában a Critical Mass nem egy közvetlen akció, hanem inkább egy városi kerékpártúra, amely során egy kihirdetett találkozóhelyen összegyűlnek a kerékpárosok és együtt eltekernek a város egyik pontjából a másikba.
Magyarországon áprilisban, a Föld napján és szeptemberben az európai autómentes napon két nagyobb felvonulást is tartanak. A Critical Mass felvonulások során egy kihirdetett útvonalon (általában rendőri biztosítással) végigkerekeznek az összegyűltek. Gyakori, hogy kereszteződésekben vagy a célban megállva a résztvevők fejük fölé emelik kerékpárjaikat, ezzel felhívva a figyelmet ezen közlekedési forma létjogosultságára, illetve hátrányos helyzetére.

## Története

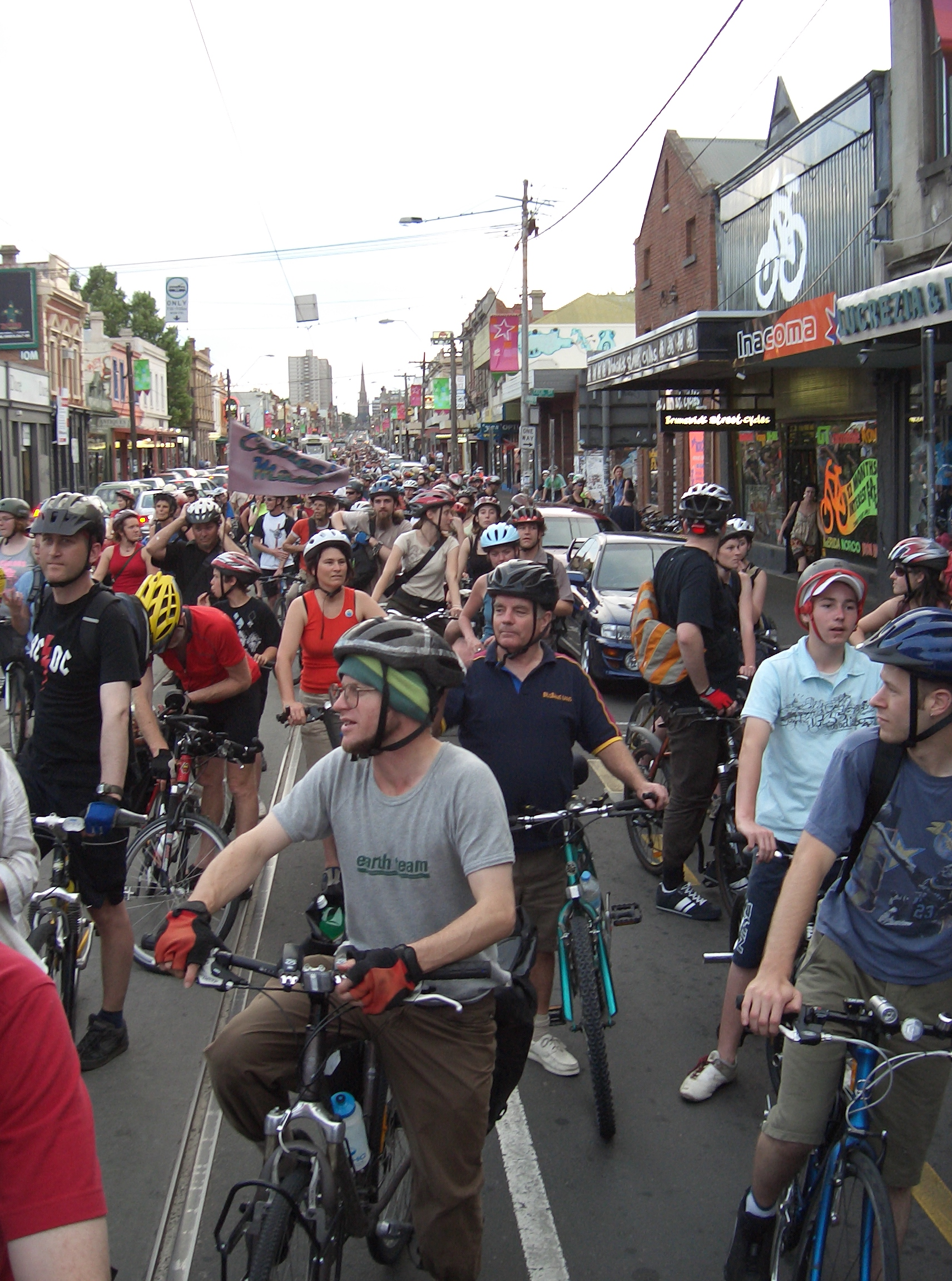
Felvonulás az ausztráliai Melbourne-ben 2005 novemberében

Az 1970-es években a svéd Stockholmban már megrendezésre került egy Critical Mass-szerű kerékpártúra száznál is több résztvevővel. Az első igazi Critical Mass elnevezésű felvonulás azonban 1992. szeptember 25-én, pénteken, este hat órakor volt San Franciscoban, ahol összesen 48 résztvevő volt. Ekkor még „Commute Clot”-nak (magyarul „Ingázó csomó”) hívták a kerékpáros összejövetelt és néhány tucat bringás szervezte meg a Market Streeten szórólapok segítségével.
Nem sokkal ezután néhány biciklis elment a helyi kerékpárboltba, hogy megnézzék a Ted White által készített Return of the Scorcher című dokumentumfilmet a külföldi kerékpáros kultúráról. A filmben az amerikai George Bliss azt mondta, hogy a motorosoknak és a bicikliseknek egyaránt van, jelek nélkül is érthető tárgyalási módszerük az útkereszteződésekben: a kritikus tömeg összetömörül a kereszteződéseknél és megvárják a lemaradtakat, hogy azok beérhessék őket. Ha odaértek, akkor indulhatnak tovább együtt. A második felvonulás során már ezt a módszert alkalmazták és le is váltották a felvonulás nevét „Critical Mass”-re, azaz „kritikus tömeg”-re.
A negyedik felvonuláson már közel 100-an tekertek és a résztvevők száma drasztikusan növekedett, míg nem elérték az átlagos 1000 főt.
Ezen a sikeren felbuzdulva más városokban is elkezdődtek ilyen eseményeket megszervezni: a felvonulás nevét hamar felhasználták más hasonló, de a San Franciscóitól független, tömeges kerékpáros eseményekhez, melyek a világban különböző városokban, hasonló időpontban kerültek megrendezésre, vagy már léteztek, csak más néven 1992 előtt. Körülbelül több mint 325 városban rendeznek ilyen biciklis felvonulásokat szerte a világban. A „masser” kifejezést (magyarul „tömeges”) gyakran használják a részt vevő kerékpárosokra.
New Yorkban a hatóságok először támogatták, majd évek múltán korlátozásokat vezettek be a kerékpáros felvonulás megfékezésére, sőt 2004. augusztus 27-én rendőri akció keretében tömeges letartóztatásokra és kerékpárelkobzásokra került sor. Ezt a Still We Ride című rövidfilm dolgozta fel.

## Star Ride
1977. június 5-től Berlinben minden évben szerveznek kerékpáros felvonulást, a kerékpározás biztonságosabbá és vonzóbbá tétele érdekében. Csillagtúra megoldással 13-19 útvonalon haladva találkoznak a Brandenburgi kapunál. 
A jelenlegi legnagyobb egynapos kerékpáros rendezvény a 35. berlini "Csillag tekerés", ahol hozzávetőleg 150 000 résztvevő találkozott a célban 2011-ben.  Archiválva 2011. augusztus 17-i dátummal a Wayback Machine-ben

## A Critical Mass Magyarországon

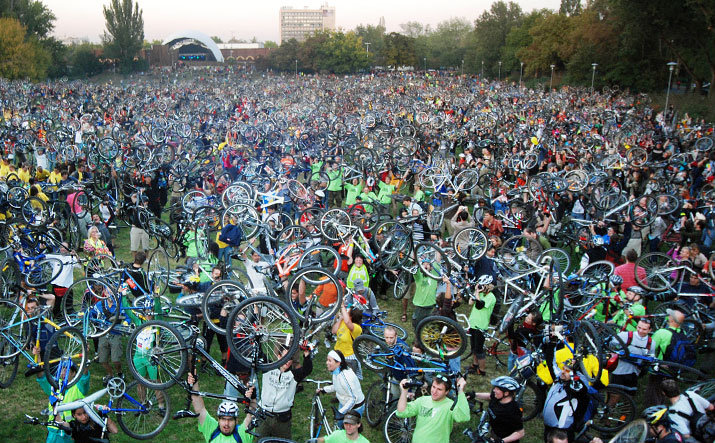
70 000 kerék a levegőben: bringaemelés a Városligetben, a budapesti Critical Mass után, 2007. szeptember 22.

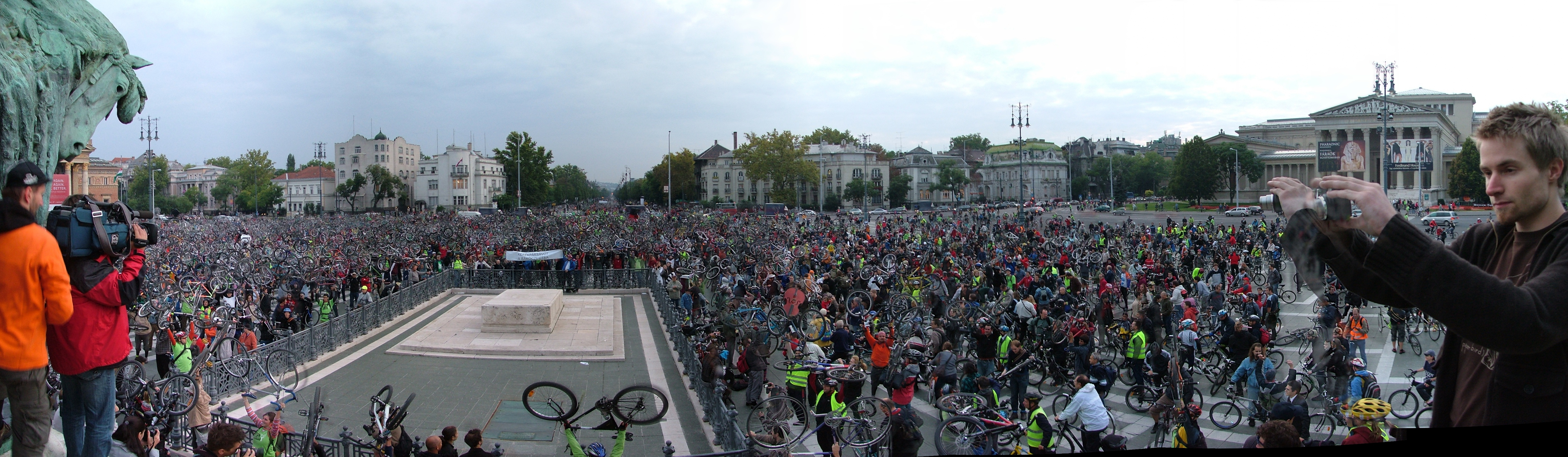
Bringaemelés a Hősök terén, 2008. szeptember 22.

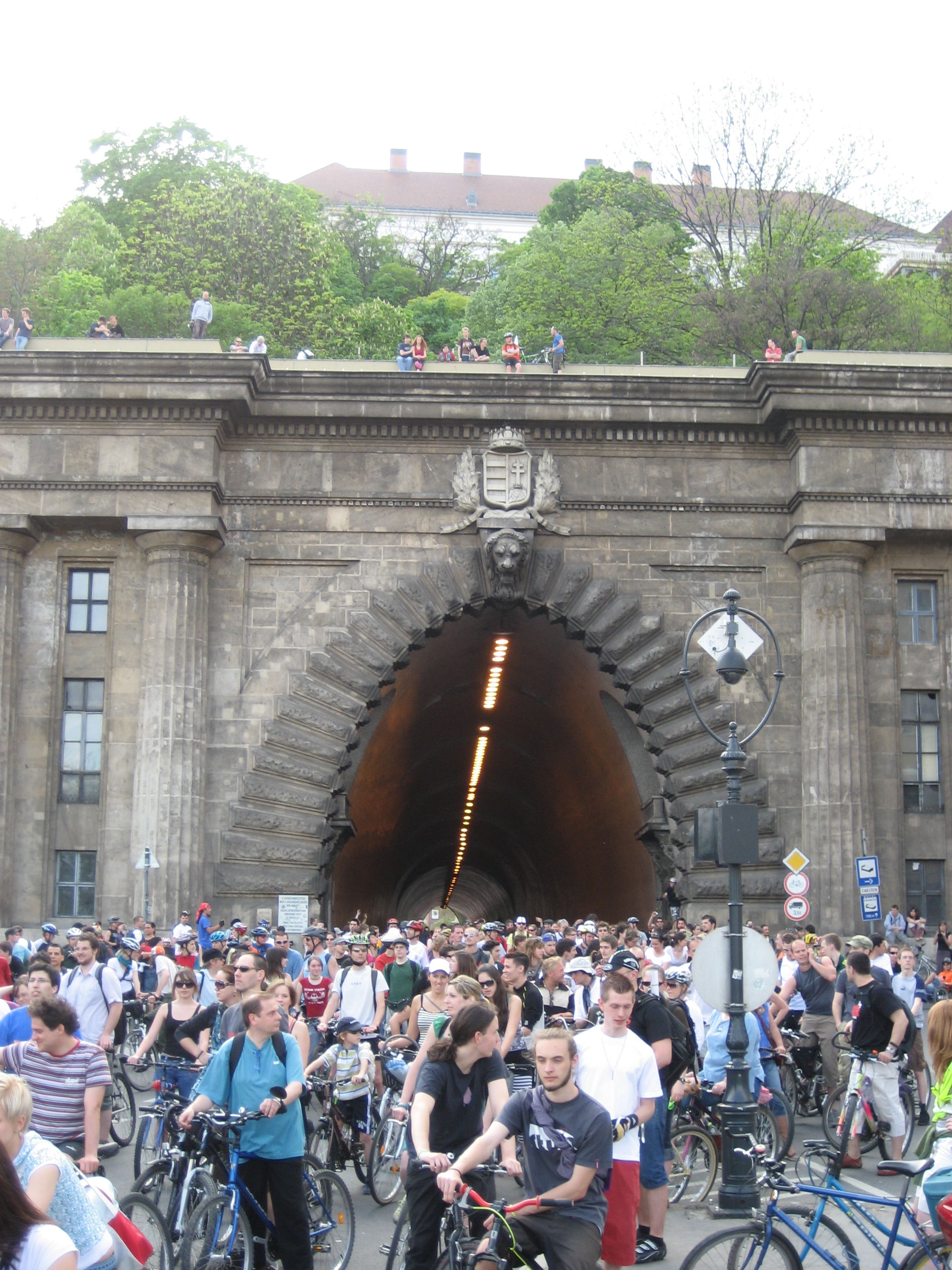
Bringások a Váralagút lánchídi bejáratánál, 2009. április 19.

Budapesten több civil szervezet is szervezett a rendszerváltás óta kerékpáros felvonulásokat:
- 2004. szeptember 22-én az európai autómentes nap alkalmából a korábban is aktív csoportok új aktivistákkal megszervezték a „Critical Mass Budapest” demonstrációt, ahol körülbelül 4000 résztvevő volt.
- A második alkalom 2005. április 22-én, a Föld napján volt, ahol már 10 000-en vettek részt, ami egyúttal az ország történetének egyik legnagyobb civil, politikától független demonstrációja volt.
  - Szeptember 22-én már nemcsak Budapesten, hanem az ország más nagyvárosaiban is zajlott a kerékpáros megmozdulás: Debrecen, Győr, Hajdúböszörmény, Orosháza, Pécs, Miskolc és Szeged. Budapesten ekkor már nehézséget okozott az, hogy a résztvevők nagy számuk miatt szinte lefedték a 16 km hosszú távot.
- 2006. április 22-én 30 000 kerékpáros vett részt a rendezvényen és a budapesti Critical Massek történelmében először az akkori köztársasági elnök, Sólyom László is részt vett a felvonuláson.
  - A szeptember 22-ére tervezett budapesti esemény a 2006. szeptemberi tüntetések és zavargások miatt elmaradt. Győrben, Pécsett és Szegeden több mint 500 résztvevővel megtartották, valamint további kilenc városban több száz kerékpáros vett részt a felvonulásokon. Az elmaradt felvonulás[6] hatására néhányan elhatározták, hogy minden hónap utolsó péntekén a Hősök teréről indulva körbebringázzák a várost.[7] Az esemény teljesen nyitott, és azóta is minden hónap végén megtartják.
- 2007. április 22-én körülbelül 50 000 kerékpáros vett részt a rendezvényen. Több más városban a résztvevők száma meghaladta az ezer főt. Ez volt a világon legnagyobb egy tömegben végzett kerékpáros felvonulás. 2007-ben már kisebb városok – például Berettyóújfalu – is csatlakoztak a felvonuláshoz.
  - A szeptember 22-i budapesti eseményen körülbelül 30 000 kerékpáros vett részt.
- 2008. április 20-án, a Föld napjához kapcsolódva Budapesten 80 000 ember vonult fel, megdöntve ezzel a korábbi rekordot. Sok más városban viszont április 22-én, kedden volt a felvonulás.
  - Szeptember 22-én az európai autómentes napi budapesti, lezárások nélküli, közlekedős Critical Massen körülbelül 10 000 kerékpáros vett részt.
- 2009. április 19-én a budapesti Critical Massen körülbelül 30 000-en vettek részt.
- 2010. szeptember 22. 18:30 (kezdés a pesti Nagykörút szélső sávjain, a Margit híd és Petőfi híd között)
- 2012. A Magyar Kerékpárosklub bejelenti, úgy ítéli meg, Budapesten a CM elérte a célját, ezért a Klub ezentúl nem szervezi meg a rendezvényt. Az az évi felvonulás is elmarad.
- 2013. április 20-án szervezték meg az utolsó budapesti Critical Masst, amelyen több mint százezren vettek részt.[8] A tömeg a Carl Lutz rakparton gyülekezett. Sinka Károly (Sinya) mellett Bert van der Lingen, holland nagykövet-helyettes is köszöntötte a startnál a megjelenteket. "Budapest egy napra Amszterdammá vált. Találkozunk a Városligetben!"
- 2013 után nem fognak rendezni Critical Masst Budapesten. A szervezők szerint azért, mert kitűzött célokat már elérték, így ilyen megmozdulásnak nincs többé értelme.
- 2019. szeptember 22-én, tizenötödik évfordulóra újra Critical Mass néven a Magyar Kerékpárosklub kerékpáros közlekedést szervezett[9] a Móricz Zsigmond körtértől a Szabadság térig. Az esemény előre be lett jelentve, de kijelölt útvonal nem volt. Az ünnepi jelleg miatt emlékpóló készült.

### Critical Mass Miskolc
Miskolcon  2005. szeptember 22.-én került először megrendezésre, majd 2018. szeptember 22.-ig 22 alkalommal szervezték meg, sokszor április 22.-én a Föld Napján. Általában 250 főnél több résztvevő volt, a rekord 201-ben 800 feletti számmal. A szervezők magánszemélyek voltak, majd 2011-ben megalakuló helyi kerékpáros egyesület folytatta az eseménysorozatot. Az autómentes napok apropóján, a jelentős forgalomkorlátozás miatt miskolci sajtó a kezdetektől figyelemmel kísérte a megmozdulást.

### Critical Mass Szeged
Több vidéki városban azóta is tartanak Critical Mass és más néven kerékpáros felvonulásokat, mert fontosnak tartják, hogy a figyelmet rendszeresen a  Szegeden 2006 óta szinte minden évben kétszer rendezték meg a demonstrációt Critical Mass Szeged néven. 2016-ban a tízéves szülinapi tekerésen már közel kétezren vonultak fel a megyeszékhely utcáin kerékpárokkal. A szervezésben segítséget nyújtott a Szegedbicaj blog is. 2018. április 22-én tartották az utolsó Critical Mass Szeged felvonulást, a rendezők szerint a demonstráció elérte a célját, és a jövőben szeretnének egy élő, jól szervezett bringás közösséget építeni, amely azonban más keretek között működik majd.

### Minimal Mass
A 2006. szeptember 22-ére tervezett budapesti felvonulás az akkori szeptemberi tüntetések és zavargások miatt elmaradt. Ennek hatására néhányan elhatározták, hogy minden hónap utolsó péntekén este hatkor a Hősök teréről indulva és oda visszaérkezve körbebringázzák Budapestet Minimal Mass név alatt (magyarul „minimális tömeg”). Az eseményt minden hónap végén megtartják, amely nyitott, így a csapathoz bárki csatlakozhat útközben is. A táv összesen 34 km, amit körülbelül 3 óra alatt tesz meg a tömeg, rendőri segítség nélkül, a KRESZ-szabályait szigorúan betartva.

### NightRide
NightRide néven (a kezdőbetűkből rövidítve NR, magyarul „éjszakai kerekezés”) a Critical Mass koncepciójához hasonlóan, bár attól valamennyire eltérően, minden szombat este a budapesti Szabadság térről elindul egy kisebb kerékpáros csapat, hogy Budapesten és annak környékén éjszakába nyúlóan biciklizzenek. A túra rendszerint szintén a Hősök terén ér véget.